# 탐색비용
탐색비용(search costs)는 고객이 제품을 찾는데 드는 노력의 비용이다. 전자상거래의 발달은 탐색비용을 줄인다.

## 같이 보기
- 분석마비
- 탐색이론
- 완전 경쟁
- 원가 (회계)